# Psicastenia
La psicastenia (del griego psyché, "alma" y asthenia, "debilidad") es una dolencia de la psique caracterizada por fobias, obsesiones, compulsiones y ansiedad. El término ya no se utiliza en el diagnóstico clínico, aunque sigue figurando como una de las diez subescalas clínicas en el MMPI, test de personalidad diseñado para detectar trastornos de personalidad o de conducta.

## Presentación
La subescala 7 del MMPI describe la psicastenia como un trastorno afín al desorden obsesivo-compulsivo, e indica que sus característica son dudas excesivas, compulsiones, obsesiones y miedos irracionales. El psicasténico es incapaz de resistir ciertas acciones o pensamientos. Además de los rasgos obsesivo-compulsivos, la escala indica miedos anormales, autocrítica, dificultades para concentrarse y sentimiento de culpa. La escala marca como rasgo a largo plazo la ansiedad, aunque también funciona en parte como respuesta al estrés puntual.  
El psicasténico tiene un control insuficiente sobre su pensamiento consciente y su memoria, lo que le lleva a divagar sin propósito o a olvidar qué estaba haciendo. Sus pensamientos suelen ser dispersos y le cuesta mucho organizarlos, por lo que a menudo construyen frases que no se corresponden con lo que quieren decir y resultan ininteligibles para otras personas. El esfuerzo mental constante y el insomnio producen fatiga, que empeora el estado del enfermo. Los síntomas pueden reducirse en gran medida mediante ejercicios de concentración y terapia, dependiendo de si la condición es psicológica o biológica.

## Historia
El término psicastenia está ligado históricamente a la obra de Pierre Janet, que clasificó las neurosis en psicastenias e histerias, descartando el término neurastenia porque implicaba una teoría neurológica de la enfermedad, cuando de hecho no la había. Las histerias tienen en su origen un estrechamiento del campo de la conciencia, mientras que las psicastenias parten de un trastorno en el sentido de la realidad, una especie de debilidad que afecta a la capacidad para atender a las experiencias cambiantes, ajustarse a ellas y hacerse una idea válida de las mismas. Carl Jung utilizó más tarde los estados histérico y psicasténico como prototipos de las personalidades introvertidas y extravertidas. 
Karl Jaspers mantiene el término neurastenia, definiéndolo como una 'debilidad irritable', y da como síntomas irritabilidad, susceptibilidad, hiperestesia dolorosa, respuesta anormal a estímulos, dolores corporales, sensación intensa de fatiga, etc. La neurastenia contrasta con la psicastenia, que define, siguiendo a Janet, como una variedad de fenómenos 'ligados por el concepto teórico de una 'disminución de la energía psíquica'.' La persona psicasténica prefiere 'apartarse de sus semejantes y no exponerse a situaciones en las que sus complejos anormalmente fuertes le resten claridad mental, memoria y equilibrio'. Al psicasténico le falta confianza en sí mismo, es proclive a pensamientos obsesivos, miedos infundados, autoescrutinio e indecisión. Este estado le induce a retirarse del mundo y vivir en ensoñaciones, lo cual sólo empeora las cosas. 'A la psique le falta en general la capacidad de integrar su vida o de elaborar y manejar sus diversas experiencias; es incapaz de construir su personalidad y hacer cualquier tipo de progreso firme'. Jaspers creía que algunos de los casos más extremos de psicastenia de Janet eran en realidad casos de esquizofrenia.